# アジアの遊園地の一覧
本項目はアジアにある遊園地の一覧である。

## タイ
- ドリームワールド

## 朝鮮民主主義人民共和国
- 凱旋青年公園

## 韓国

### ソウル特別市
- ソウルオリニ大公園
- ロッテワールド

### 釜山広域市
- 金剛公園

### 京畿道
- エバーランド
- ソウルランド

### 大田広域市
- 大田オー・ワールド

なし

## 中国

### 上海
- 上海ディズニーランド

### 香港
- 香港ディズニーランド
- 香港湿地公園
- マーワン公園
- 香港海洋公園
- スヌーピーズワールド

## 台湾
- ディスカバリーワールド（台中市后里区）
- 義大遊樂世界（高雄市大樹区）
- 九族文化村（魚池郷）
- 六福村（関西鎮）

## シンガポール
- エスケープ・テーマパーク
- ワイルド・ワイルド・ウェット
- ユニバーサル・スタジオ・シンガポール
- ハウパー・ヴィラ
- ジュロン・バードパーク
- シンガポール動物園
- ナイトサファリ
- スノーシティ
- アンダー・ウォーター・ワールド

## マレーシア
- レゴランド・マレーシア
- サンウェイ・ラグーン

## グアム
- ファンタスティック・パーク（デデド）

## ブルネイ
- ジュルドンパーク

## アラブ首長国連邦

### アブダビ
- フェラーリワールド・アブダビ
- トイタウン

### ドバイ
- ワイルドワディ・ウォーターパーク
- アクアベンチャー
- ワンダーランド
- レジャーランド
- レゴランドドバイ

### シャルジャ
- アドベンチャーランド

## イラク
- ファンシティ（バグダッド）
- モースル・アミューズメントパーク（モースル）

## トルクメニスタン
- アシガバート・テーマパーク（英語版）（アシガバート）